# Saxoniabrunnen
Der Saxoniabrunnen, der einstmals den Chemnitzer Roßmarkt zierte, steht seit Anfang Juli 2011 auf dem neugestalteten Johannisplatz. Restauriert wurden der vorhandene Sockel und der Aufsatz. Die seitlichen Bronzefiguren Schmied und Spinnerin, sowie die Figur der Saxonia, die im Krieg einer Metallspende zum Opfer fielen, wurden mit Spendengeldern nachgegossen.
Statt des früheren zweistufigen Sockels wurde der Brunnen bei der Rekonstruktion auf einen einstufigen Sockel gestellt. Der frühere Zaun wurde laut Aussage des Vorsitzenden des Saxoniabrunnen-Vereins, Peter Fritzsche, beim Neuaufbau absichtlich weggelassen, damit man an den Brunnen herantreten und ihn bewusster erleben kann. Die neu gegossene „Saxonia“ ist erheblich kleiner als das Original und etwas vereinfacht in der Ausführung. So fehlt bspw. der große sächsische Wappenschild, der die Figur früher explizit als Personifikation Sachsens auswies.

## Geschichte

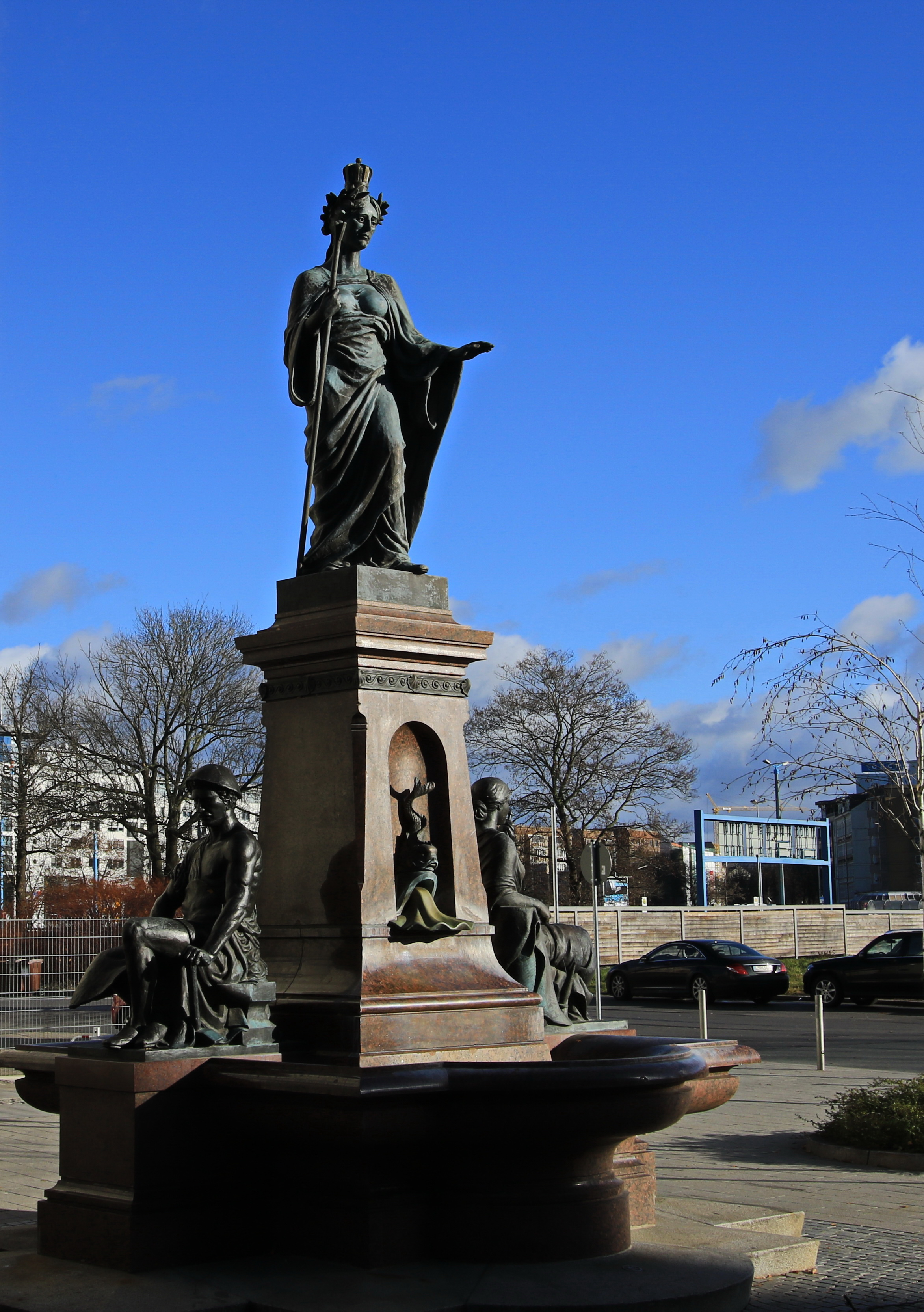
Hoch oben Saxonia, die Beschützerin der Industrie und des Handels.

Der Saxoniabrunnen verdankt in erster Linie dem Verschönerungsverein von Chemnitz seine Entstehung. Mit Unterstützung des Akademischen Rats in Dresden und mit Mitteln aus dem Landeskunstfond wurde er errichtet und am 9. Juli 1893 auf dem Chemnitzer Roßmarkt enthüllt. Der Brunnen bestand aus einem dreistufigen Sockel mit dem Brunnenbecken und dem hohen Postament mit einer Bronzefigur der Saxonia – als Beschützerin der Industrie und des Handels. Spinnerin und Schmied, die beiden seitlichen Bronzeplastiken symbolisierten die Textilindustrie und den Maschinenbau von Chemnitz. Die Entwürfe und Modelle zum Brunnen stammten vom Architekten Hans Pätzelt und dem Bildhauer Bruno Fischer aus Dresden, das Becken und die Delphinplastiken der Vorder- und Rückseite vom Dresdner Bildhauer Albert Ohlendieck.
Die Säule und Schale bestehen aus rotem schwedischen Virbo-Granit, die Deckplatte aus dem finnischen Balmoral Red. Spätere Ergänzungen wurden mit Tranås ausgeführt. Die Podeststücke wurden aus Lausitzer Granit gefertigt.
Von der Brunnenanlage, dessen Bronzefiguren 1941 einer Metallspende zum Opfer fielen, sind nur noch der Sockel und der Aufsatz erhalten. Die verbliebenen Steinelemente wurden auf Vorschlag des Stadtbaurates Fred Otto auf dem städtischen Bauhof eingelagert. Die abgebauten Bronzefiguren mit einem Gewicht von 2.410 Kilogramm wurden am 5. April 1941 zum Einschmelzen nach Breslau geschickt.
Im Jahr 2011 ließ Investor Claus Kellnberger den Brunnen im Erzgebirge auf seine Kosten restaurieren und Anfang Juli auf dem Johannisplatz aufstellen. Die im Krieg zerstörten Bronzefiguren wurden nach Vorlage alter Fotos weitestgehend originalgetreu nachempfunden und in Polen von den Künstlern Agnieszka Piechnik und Przemek Wolny nachgegossen und am 11. Juli 2013 wieder auf dem Sockel aufgestellt. Am 14. Juli 2013 erfolgte die feierliche Einweihung.